# Вермоњо (Бјела)
Вермоњо је насеље у Италији у округу Бијела, региону Пијемонт.
Према процени из 2011. у насељу је живело 131 становника. Насеље се налази на надморској висини од 350 м.